# Jean-Baptiste Lobréau
Jean-Baptiste Lobréau, né le 24 mars 1748 à Hautvillers (Marne), mort le 14 mai 1822 à Dijon (Côte-d'Or), est un militaire français de la Révolution et de l’Empire.

## États de service
Il entre en service comme simple canonnier le 27 octobre 1767, dans le régiment d’artillerie de Metz, et il fait les guerres de 1768 et 1769, en Corse sous les ordres de Marbeuf et de de Beauvoir. Il est nommé sergent le 6 novembre 1777, et de 1779 à 1781, il fait avec distinction, les campagnes sur les côtes de l’Aunis sous le commandement du baron de Montmorency.
Embarqué sur l’escadre de l’amiral d’Estaing pour la campagne de 1782 et 1783, il passe sergent major le 11 avril 1782. Nommé successivement adjudant le 1er avril 1791, lieutenant en premier le 6 février 1792, et capitaine le 9 août suivant, il devient chef de bataillon le 8 décembre 1793 au 6e régiment d’artillerie à pied. Il est promu chef de brigade le 10 mai 1794, au 3e régiment d’artillerie, et de 1792 à l’an VI, il fait partie des armées du Nord et du Rhin. Il commande l’artillerie lors du siège de Kehl d’octobre 1796 à janvier 1797.
En l’an VII, il est affecté à l’armée de Naples, puis en l’an VIII, à celle des Alpes, avant de rejoindre l’aile gauche de l’armée d’Italie, commandée par le général Grenier. Il dirige avec habileté le siège de Civitavecchia en 1799. 
Après avoir fait la campagne de l’an XI à l’armée du Rhin, il rentre en France, et il est envoyé en l’an XII, au camp qui s’organise à Brest. Il est fait chevalier de la Légion d’honneur le 11 décembre 1803, officier de l’ordre le 14 juin 1804, et électeur du département de la Côte-d'Or. Il est admis à la retraite le 27 avril 1805.
Il meurt en 1822 à Dijon.

## Sources
- A. Lievyns, Jean Maurice Verdot, Pierre Bégat, Fastes de la Légion-d'honneur, biographie de tous les décorés accompagnée de l'histoire législative et réglementaire de l'ordre, Tome 3, Bureau de l’administration, 1844, 529 p. (lire en ligne), p. 292.
- Danielle Quintin et Bernard Quintin, Dictionnaires chefs de brigade, colonels et capitaine de vaisseau de Bonaparte, Paris, S.P.M., 2013, 452 p. (ISBN 978-2-901952-91-6, lire en ligne), p. 538
- Léon Hennet, Etat militaire de France pour l’année 1793, Siège de la société, Paris, 1903, p. 124.
- Un héros de la Grande-Armée, Jean-Gaspard Hylot de Collart, officier supérieur d'artillerie, 1780-1854 : D'après ses lettres de service, ses notes, sa correspondance celle du général J. L. Baron Hulot, son frère, les archives du Ministère de la Guerre, du Dépôt central de l'artillerie, A. Picard, Paris, 1911, p. 53.